# Ilja Kabakow

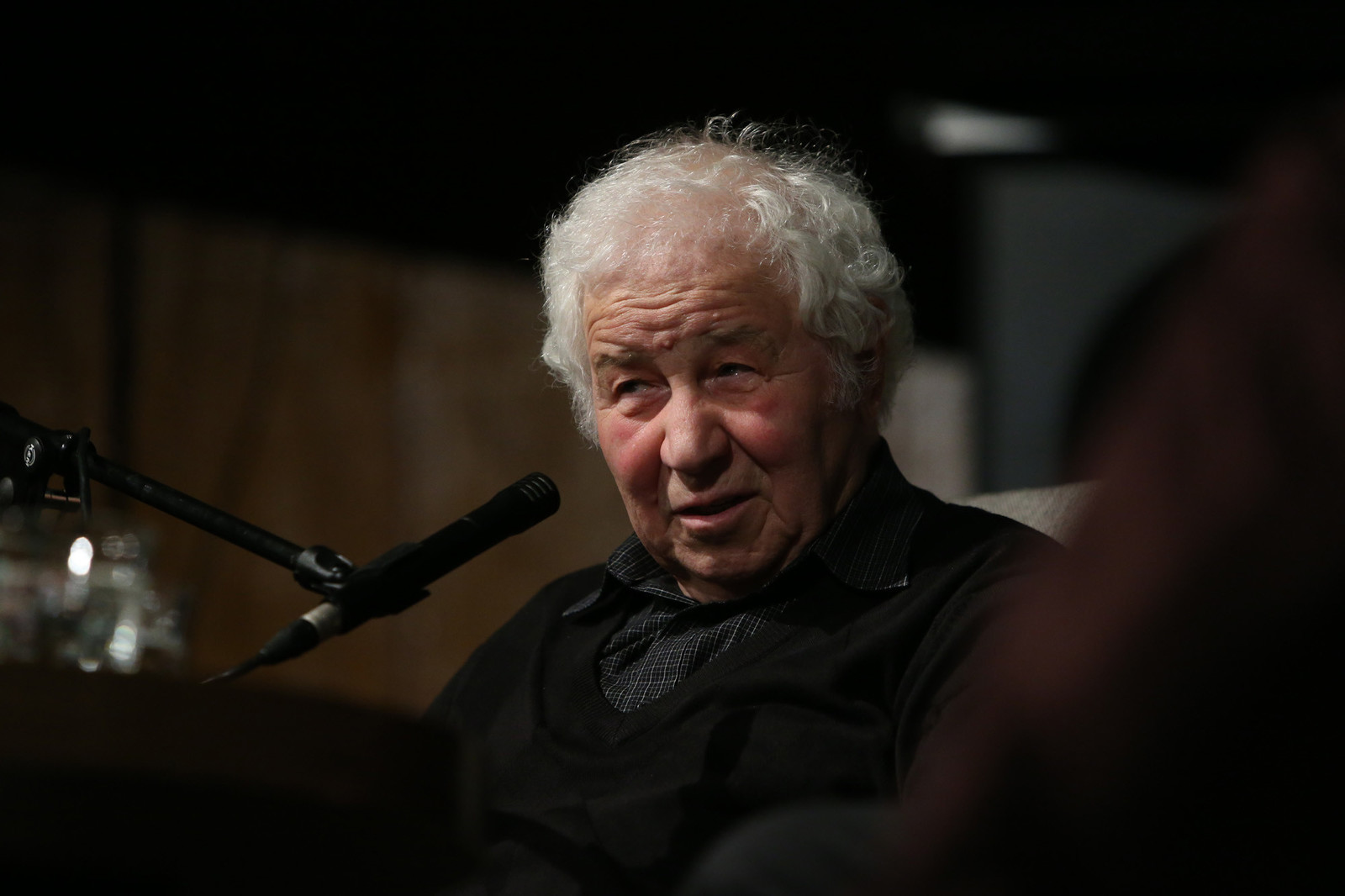
Ilja Kabakow (2017)

Ilja Iossifowitsch Kabakow (russisch Илья Иосифович Кабаков, wiss. Transliteration Il'ja Iosifovič Kabakov; * 30. September 1933 in Dnepropetrowsk, Sowjetunion; † 27. Mai 2023 auf Long Island, New York) war ein Maler und Konzeptkünstler russisch-jüdischer Herkunft. Während seiner Schaffensperiode in der Sowjetunion war er ein bedeutender Vertreter des „Moskauer Konzeptualismus“ (Московский концептуализм). Nach seiner Emigration aus der UdSSR im Jahre 1988 lebte er in New York. Er arbeitete zusammen mit seiner Frau Emilia Kabakow als Künstlerpaar. Sie wurden von der Galerie ARNDT in Berlin, der Galerie Brigitte Schenk in Köln sowie von der Galerie Thaddaeus Ropac in Salzburg und Paris vertreten.

## Leben

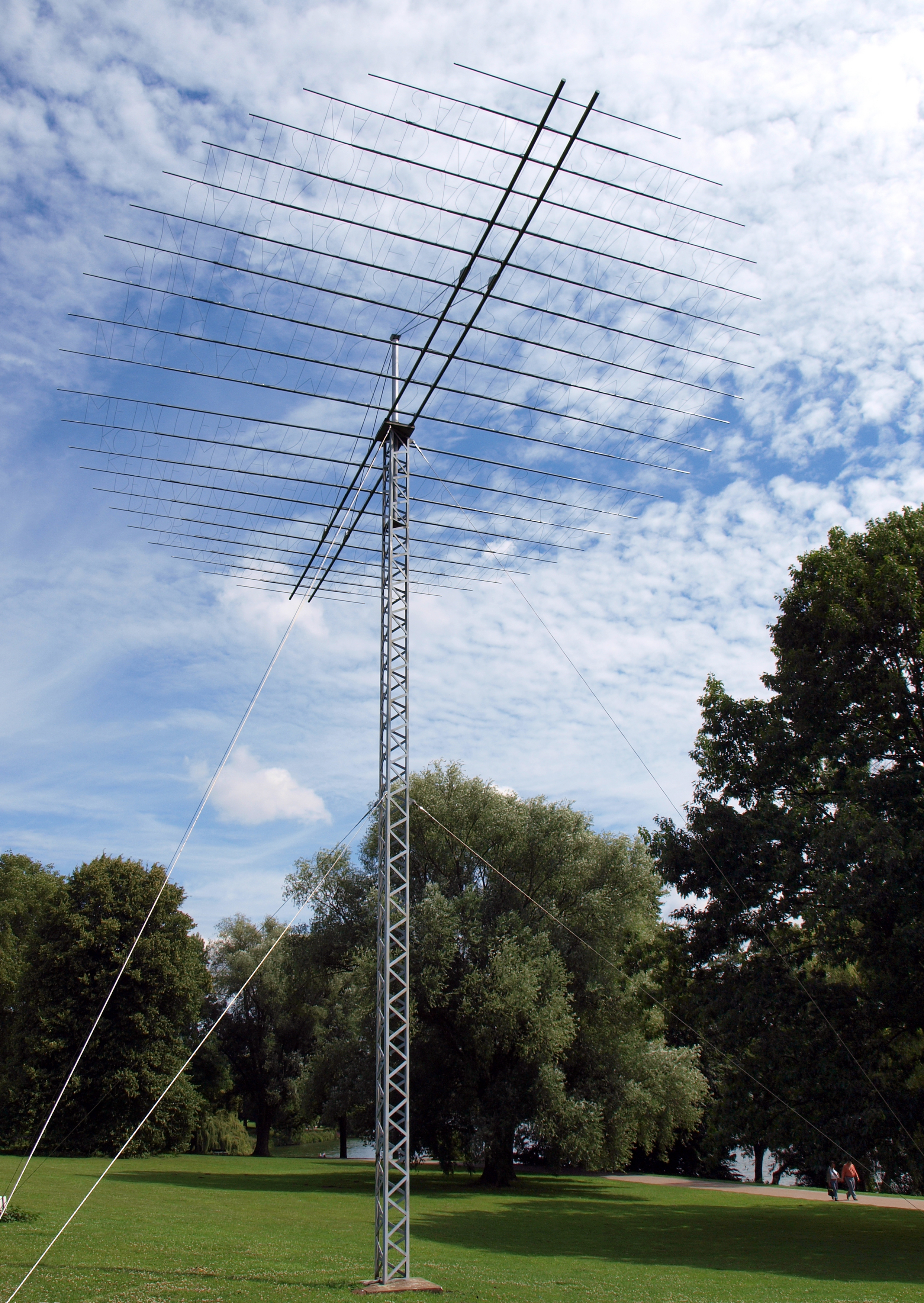
Plastik Und blickst du hinauf und liest die Worte in Münster/Westfalen

Kabakow wurde als Sohn der Buchhalterin Bella Judelewna Soloduchina und des Schlossers Iossif Benzionowitsch Kabakow in Dnepropetrowsk, einer Großstadt in der Ukrainischen SSR, geboren. 1941, während des Zweiten Weltkrieges, als Kabakows Vater an der Front kämpfte, wurden er und seine Mutter nach Samarkand (Usbekistan) evakuiert. Sein Vater starb im Krieg. 1943 wurde er Schüler der Kunstschule der Leningrader Akademie der Bildenden Künste, die ebenfalls nach Samarkand evakuiert worden war. Nach dem Ende des Krieges ging er zur Ausbildung nach Moskau, wo er gemäß den Prinzipien des sozialistischen Realismus als Zeichner ausgebildet wurde. Daneben setzte er sich mit Cézanne und, soweit möglich, mit Strömungen der westlichen Kunst auseinander, und er machte Zeichenstudien nach der Natur. 1951 schloss er sein Studium mit einem Diplom als Illustrator ab. Die nächsten Jahre arbeitete er als Kinderbuchillustrator. 1965 wurde er Mitglied des Künstlerbundes der UdSSR. Seit 1967 bewohnte Kabakow eine Dachgeschosswohnung im Zentrum Moskaus, die bald zum Zentrum der dissidenten Moskauer Kunstszene wurde.
Ab 1978 entstanden seine ersten Bildwände mit Texten, in denen er die offizielle Sowjetkunst parodierte. Die Technik der Collage erweiterte er in der Folge in seinen Installationen. 1981 begann seine Geschichte vom Mann, der niemals etwas wegwarf, eine Installation von verschiedenen Kisten mit Papieren, Notenblättern und allerhand Alltagsmüll.
Ohne Chance, dass seine Arbeiten in der UdSSR ausgestellt werden konnten, gelangten jedoch bald Zeichnungen und andere Arbeiten Kabakows auf abenteuerliche Weise in den Westen. Seine erste Ausstellung überhaupt fand 1985 in der Schweiz in der Kunsthalle Bern statt. Unter dem Titel Ilya Kabakov: Am Rande wurden 25 Bilder und 490 Zeichnungen ausgestellt.

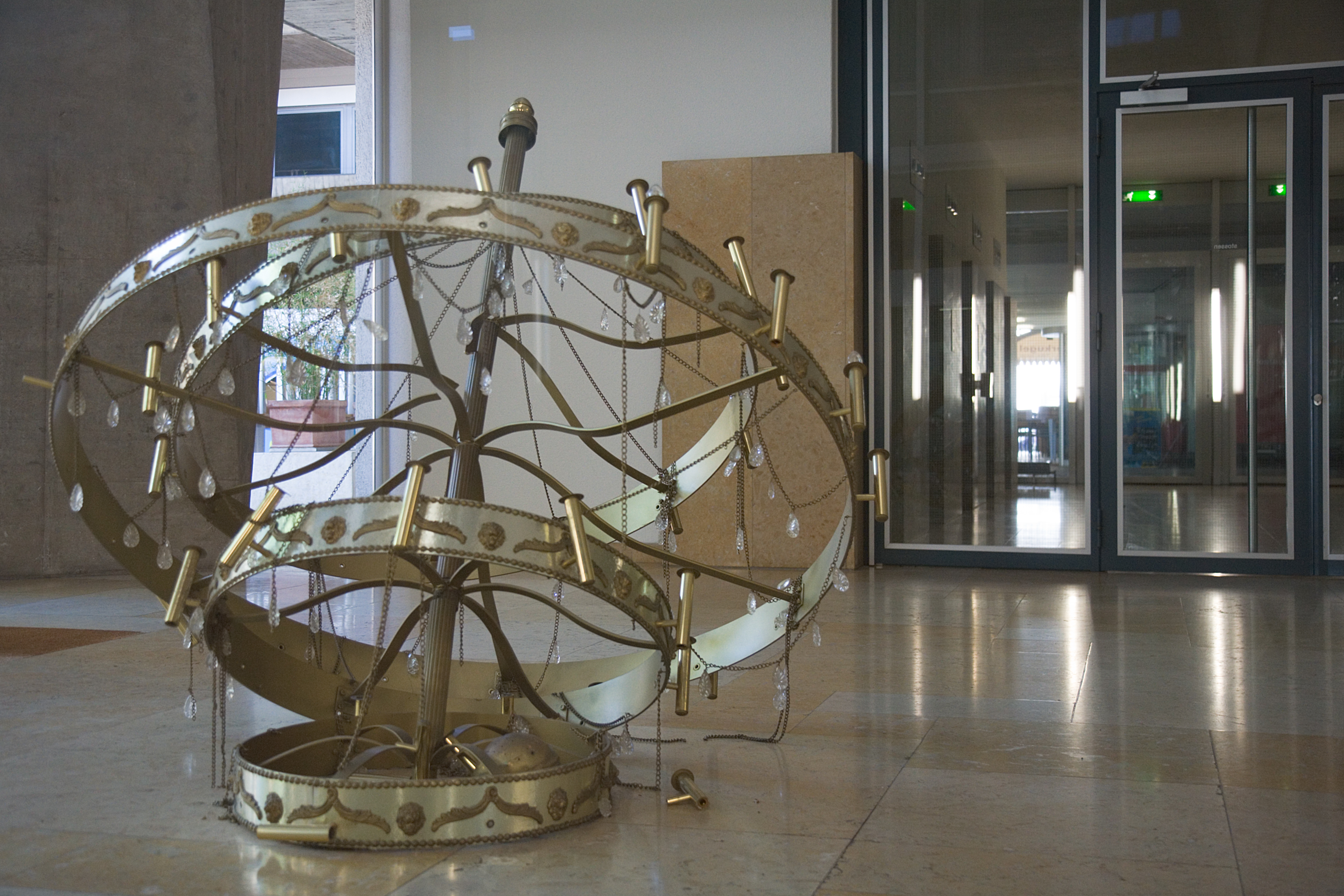
Installation Der gefallene Kronleuchter, im Foyer des Hochhaus zur Palme in Zürich

1987 erhielt er ein dreimonatiges Stipendium des Kunstvereins Graz, das ihm einen ersten Aufenthalt im Westen ermöglichte, von dem er nicht mehr in die Sowjetunion zurückkehrte. 1989 erhielt er ein Stipendium vom DAAD und im gleichen Jahr wurden seine Arbeiten am Centre Pompidou in Paris gezeigt. Seit 1988 lebte und arbeitete er hauptsächlich in New York, zusammen mit seiner Frau Emilia Kabakow, die bereits 1973 nach Israel, 1975 dann in die USA emigriert war.
Von 1992 bis 1993 lehrte er an der Städelschule in Frankfurt am Main. 1992 wurden Arbeiten auf der Documenta IX in Kassel gezeigt. 1990 erhielt Kabakow den Kunstpreis Aachen, 1993 den Max-Beckmann-Preis, den Schweizer Joseph-Beuys-Preis und das Ehrendiplom der Biennale von Venedig. 1998 wurde er mit dem Goslarer Kaiserring ausgezeichnet.
Die Arbeiten der Kabakows werden in der ganzen westlichen Welt sowie in Russland in Galerien und Museen gezeigt. Zu den Installationen verfasste Ilja Kabakow häufig umfangreiche, eigenständige Textbände. Kabakow war ein außerordentlich erfolgreicher Ausstellungskünstler mit jährlich einer beachtlichen Zahl von Ausstellungen.
Ab seiner Dissidentenzeit in Moskau war seine Konzeptkunst, in der es zunächst um Reflexionen über die russische Mentalität, die gesellschaftlichen Bedingungen und um tägliche Probleme der Menschen in der UdSSR ging und in der er sich später mit utopischen Bauentwürfen und Gesellschaftsutopien grundsätzlich beschäftigte, von großem und vielfältigem Einfluss auf zeitgenössische Künstler.

## Ausstellungen (Auswahl)
- 1986: Am Rande, Düsseldorfer Kunstverein
- 1988: 10 Alben, Portikus, Frankfurt am Main
- 1989: Das Schiff, die Kommunalwohnung, Kunsthalle Zürich
- 1989: Who are these little men, Institute of Contemporary Art, Philadelphia
- 1990: He lost his mind, ran away, naked, Ronald Feldman Fine Arts, New York
- 1991: 52 entretiens dans la cuisine communautaire, (Wanderausstellung), Art Transit, Marseille
- 1992: Das Leben der Fliegen, Kölner Kunstverein
- 1992: Illustration as a way to survive (Wanderausstellung), Courtrai, Koninklijke Academie voor Schone Kunsten
- 1992:  DOCUMENTA IX in Kassel.
- 1993: Het Grote Archief, Stedelijk Museum, Amsterdam.
- 1993: Incident at the Museum or Water Music, Museum of Contemporary Art, Chicago;
  - danach 1994: Zwischenfall im Museum oder Wassermusik, Hessisches Landesmuseum Darmstadt. Katalog de/en.
- 1993: NOMA oder der Kreis der Moskauer Konzeptualisten, Kunsthalle Hamburg[2]
- 1994: Operations room, (Wanderausstellung), Nykytaiteen Museum, Helsinki
- 1995: The disconnected railway car, Deichtorhallen Hamburg
- 1996: On the roof, Palais des Beaux-Arts, Brüssel
- 1996: Ilya Kabakov – Der Lesesaal, Deichtorhallen Hamburg
- 1997: Skulptur.Projekte: Blickst du in den Himmel, Aaseewiese Münster
- 2000: Between the cinema and a hard palace, Tate Modern, London
- 2000: Palace of Projects, Public Art Fund, New York
- 2001: Palace of Projects, ständige Ausstellung im Salzlager der Kokerei Zollverein, Essen
- 2001: Tacita Dean – Kunstpreis Aachen 2002, Ludwig Forum Aachen
- 2003: 50. Biennale von Venedig
- 2004: Ilya und Emilia Kabakov – The incident in the museum and other installations, Eremitage, St. Petersburg
- 2005: 1. Moskau Biennale
- 2006: RUSSIA! Guggenheim Museum, New York und Bilbao
- 2007: Under the snow, Museum am Ostwall, Dortmund
- 2007: Die totale Aufklärung: Moskauer Konzeptkunst 1960–1990, Schirn Kunsthalle, Frankfurt
- 2010: Ilya Kabakov – ORBIS PICTUS – Der Kinderbuchillustrator als eine soziale Figur, Kunsthaus Zug, Schweiz
- 2010: Ruhr-Atoll, Baldeneysee, Essen
- 2012: A Return to Painting. Eine Rückkehr zur Malerei. 1960-2011, Sprengel Museum Hannover
- 2012: zusammen mit Emilia Kabakow: The Happiest Man. Galleria continua, San Gimignano, Provinz Siena, Toskana, Italien
- 2013: Monumenta Grand Palais, Paris
- 2014: El Lissitzky – Ilya und Emilia Kabakov: Utopie und Realität., Kunsthaus Graz, Österreich[3]
- 2014: Ich beginne zu vergessen, Ilya Kabakov und Schweizer Sammlungen, Kunsthaus Zug, Schweiz
- 2019: In the Making: Ilya & Emilia Kabakov. Von Zeichnung zu Installation, Museum für Architekturzeichnung, Berlin

## Zitat
„Mein Lieber! Du liegst im Gras, den Kopf im Nacken, um dich herum keine Menschenseele, du hörst nur den Wind und schaust hinauf in den offenen Himmel – in das Blau dort oben, wo die Wolken ziehen – das ist vielleicht das Schönste, was du im Leben getan und gesehen hast.“

## Werke
- Ilya Kabakow, Jean-Hubert Martin, Claudia Jolles: Okno. Der aus dem Fenster schauende Archipow = Das Fenster, Benteli, Bern 1985, ISBN 3-7165-0519-6 (deutsch und englisch)
- Ilya Kabakov. Künstlerbücher 1958–2009. Werkverzeichnis. Herausgegeben von Matthias Haldemann, Bielefeld: Kerber art 2010. ISBN 978-3-86678-372-0
- lya Kabakov: Paintings / Gemälde. Werkverzeichnis 1957–2007 (2 Bde.). Herausgegeben von Emilia Kabakov und Renate Petzinger, Bielefeld: Kerber Verlag 2008. ISBN 978-3-86678-173-3
- Ilya Kabakov. Installationen 1983–2000. Werkverzeichnis (2 Bde.). Herausgegeben von Toni Stooss, Düsseldorf: Richter 2003. ISBN 978-3-933807-24-3
- Die 60er und 70er Jahre. Aufzeichnungen über das inoffizielle Leben in Moskau. [Autobiografie] Wien 2001. ISBN 3-85165-394-7
- Über die "totale" Installation – O "total'noj" installaciej – On the "Total" Installation. Ostfildern: Cantz 1995. ISBN 978-3-89322-712-9
- Ilya und Emilia Kabakov: Der Palast der Projekte. Düsseldorf: Richter Verlag 2001. ISBN 3-933807-43-3
- Ilja Kabakov und Boris Grojs: Die Kunst des Fliehens. Dialoge über Angst, das heilige Weiß und den sowjetischen Müll. München / Wien: Carl-Hanser-Verlag 1991. ISBN 978-3-446-20961-9
- Ilja Kabakov und Boris Grojs: Die Kunst der Installation. [Dialoge]. München / Wien; Carl-Hanser-Verlag 1996. ISBN 3-446-18527-5

## Filme
- Die seltsame Stadt der Kabakovs. (OT: La cité étrange des Kabakov.) Dokumentarfilm, Frankreich 2013, 26 Min., Buch und Regie: Heinz Peter Schwerfel, Produktion: Schuch Productions, RMN-Grand Palais, arte France, Erstsendung: 18. Mai 2014 bei arte, Inhaltsangabe (Memento vom 24. September 2015 im Internet Archive) von arte.
- Fliegen und Engel. Ilya & Emilia Kabakov und die Kunst der totalen Installation. Dokumentarfilm, Deutschland 2009, 99 Min., Buch und Regie: Niels Bolbrinker und Kerstin Stutterheim.
- Ilya & Emilia Kabakov: Enter here. Dokumentarfilm, USA 2013, 103 Min., Buch und Regie: Amei Wallach.